# Phloeopora debiliceps
Phloeopora debiliceps är en skalbaggsart som beskrevs av Thomas Casey 1911. Phloeopora debiliceps ingår i släktet Phloeopora och familjen kortvingar. Inga underarter finns listade i Catalogue of Life.